# Stefan Kopeć
Stefan Kopeć (sinh ngày 22 tháng 1 năm 1888 - mất ngày 11 tháng 3 năm 1941) là nhà sinh vật học Ba Lan. Ông là người đầu tiên nghiên cứu về nội tiết học côn trùng. Ông đã từng là giám đốc Trạm Nghiên cứu Nông nghiệp Puławy. Đức Quốc Xã sát hại ông trong Thế chiến II.

## Tiểu sử
Stefan Kopeć học tại Đại học Jagiellonia ở Kraków và tốt nghiệp bằng Tiến sĩ vào năm 1912. Sau đó ông làm việc tại Trạm Nghiên cứu Nông nghiệp Puławy, Ba Lan từ năm 1915 đến 1920. Năm 1929, ông được bổ nhiệm làm giám đốc tại viện. Từ năm 1908 đến 1927, Kopeć đã xuất bản hơn 17 bài báo viết bằng tiếng Ba Lan, tiếng Anh và tiếng Đức về nội tiết côn trùng trên các tạp chí chuyên ngành. ông bắt đầu nghiên cứu về sự lột xác của loài Lymantria từ các mẫu vật ông bắt được trong tự nhiên. Các công trình khoa học tiếp theo của ông đã góp phần xác định vai trò của não côn trùng trong việc sản xuất hormon. Ông là nhà nghiên cứu đầu tiên phát hiện được tầm quan trọng của não côn trùng.
Thành tựu lớn nhất của Kopeć là nghiên cứu của ông về các neuron trong não của côn trùng khi tiết ra hormon tăng trưởng (GH), hormon prothoracicotropic (PTTH), điều chỉnh quá trình biến thái của côn trùng (ecdysteroidogenesis). Ông quan sát và đánh giá rằng mô thần kinh côn trùng có thể hoạt động giống như một tuyến nội tiết. Phát hiện này là khởi đầu của các nghiên cứu khoa học sâu hơn, mở đầu cho lĩnh vực khoa học được gọi là thần kinh nội tiết học.
Công việc nghiên cứu của Kopeć bị gián đoạn do ông bị Gestapo bắt giữ vào năm 1940 cùng với con gái Maria và con trai Stanisław trong chiến dịch Đức Quốc xã tấn công trường đại học do Chính phủ ngầm Ba Lan điều hành. Ông và con trai bị giam tại nhà tù Pawiak ở Warszawa và bị Đức Quốc Xã hành quyết vào năm 1941 tại Palmiry, gần Warszawa. Để tưởng nhớ sự hi sinh cũng như tôn vinh những thành tựu khoa học của ông, Đại học Wrocław đã đặt tên cho Hội nghị Quốc tế hàng năm về Động vật chân đốt là Hội nghị Tưởng niệm Stefan Kopeć.

## Một số công trình nghiên cứu
- Kopeć, Stefan (1922). "Mutual relationship in the development of the brain and eyes of lepidoptera". Journal of Experimental Zoology. Quyển 36 số 4. tr. 458–467. doi:10.1002/jez.1400360405.
- Kopeć, Stefan (1924). "On the Heterogeneous Influence of Starvation of Male and of Female Insects on Their Offspring". Biological Bulletin. Quyển 46 số 1. tr. 22–34. doi:10.2307/1536517. JSTOR 1536517.
- Kopeć, Stefan (1923). "The influence of the nervous system on the development and regeneration of muscles and integument in insects". Journal of Experimental Zoology. Quyển 37. tr. 14–25. doi:10.1002/jez.1400370103.
- Kopeć, Stefan (1922). "Studies on the Necessity of the Brain for the Inception of Insect Metamorphosis". Biological Bulletin. Quyển 42 số 6. tr. 323–342. doi:10.2307/1536759. JSTOR 1536759.
- Kopeć, Stefan (1923). "On the offspring of rabbit-does mated with two sires simultaneously". Journal of Genetics. Quyển 13 số 3. tr. 371–382. doi:10.1007/BF02983070. S2CID 20739576.
- Kopeć, Stefan (1922). "Physiological self-differentiation of the wing-germs grafted on caterpillars of the opposite sex". Journal of Experimental Zoology. Quyển 36 số 4. tr. 468–475. doi:10.1002/jez.1400360406.
- Kopeć, Stefan (1926). "Is the Insect Metamorphosis Influenced by Thyroid Feeding?". Biological Bulletin. Quyển 50 số 4. tr. 339–354. doi:10.2307/1536468. JSTOR 1536468.
- Experiments on the dependence of the nuptial hue on the gonads in fish Biologia Generalis, 1927[9]
- Kopeć, Stefan (1924). "Studies on the Influence of Inanition on the Development and the Duration of Life in Insects". Biological Bulletin. Quyển 46 số 1. tr. 1–21. doi:10.2307/1536516. JSTOR 1536516.
- Kopeć, Stefan; Greenwood, Alan W (1930). "The effect of yolk injections on the plumage of an ovariotomised brown leghron hen". Wilhelm Roux' Archiv für Entwicklungsmechanik der Organismen. Quyển 121 số 1–2. tr. 87–95. doi:10.1007/BF00644945. PMID 28353827. S2CID 6897019.